# Xtro 3
Xtro 3: Nawiedzona wyspa (Xtro III: Watch the Skies) – trzecia części niskobudżetowego filmu fabularnego (fantastycznonaukowy horror) z 1990 roku w reżyserii Harry'ego Bromleya Davenporta.

## Fabuła
Akcja filmu dzieje się na bezludnej i opustoszałej wyspie. Pewna grupa Marines ma za zadanie ją rozminować. Od samego początku dzieją się dziwne, przerażające rzeczy - słychać przerażające ryki zwierząt, widać porozrzucane ludzkie kości oraz mnóstwo białych królików. Dwóch żołnierzy podczas penetracji terenu napotyka się na betonowy blok. Jeden z nich postanawia tam wejść. Potwór w środku brutalnie rozprawia się z nieznajomym. Na dodatek w bazie zostaje schwytany miejscowy pustelnik, który informuje ich, że nie przeżyją. Kiedy większość żołnierzy udaje się do betonowego obiektu, główny przywódca ucieka, pozostawiając resztę grupy na łaskę i tak już rozwścieczonego przybysza z kosmosu, tzw. Xtro. Zaczyna się krwawa walka o przetrwanie.

## Obsada
Źródło: Filmweb
- Robert Culp - Guardino
- Andrew Divoff - Fetterman
- Sal Landi - Major Kirns
- Karen Moncrieff - Watkins
- Jim Hanks - Friedman
- Lisa London - Melissa Meed

i inni.